# Zvonko Varga
Zvonko Varga, cyr. Звонко Варга (ur. 27 listopada 1959 w Crvence) – serbski piłkarz występujący na pozycji napastnika. Większość swojej kariery spędził w belgijskim klubie RFC Liège, którego był trenerem po zakończeniu kariery.
W swojej karierze trenerskiej prowadził również kluby serbskie: OFK Beograd oraz FK Rad. W latach 2007–2011 trenował pierwszoligowy FK Teleoptik.